# タッチバトル戦車
『タッチバトル戦車』(タッチバトルせんしゃ)は、シルバースタージャパンより発売されているアクションシューティングゲームシリーズ。

## 概要
シリーズごとに2タイプから用意された戦車を操り、敵を倒していく。

## 作品一覧
| タイトル名           | 発売日         | 対応機種         |
| -------------------- | -------------- | ---------------- |
| タッチバトル戦車3D   | 2011年10月26日 | ニンテンドー3DS  |
| タッチバトル戦車3D-2 | 2013年6月5日   | ニンテンドー3DS  |
| タッチバトル戦車SP   | 2014年7月30日  | Wii U            |
| タッチバトル戦車SP   | 2015年3月11日  | PlayStation Vita |
| タッチバトル戦車3D-3 | 2015年4月28日  | ニンテンドー3DS  |
| タッチバトル戦車3D-4 | 2016年6月8日   | ニンテンドー3DS  |
| タッチバトル戦車SP   | 2017年6月22日  | Nintendo Switch  |